# 福岡県道721号船小屋停車場水田線
福岡県道721号船小屋停車場水田線（ふくおかけんどう721ごう ふなごやていしゃじょうみずたせん）は、福岡県筑後市を通る一般県道である。

## 概要
福岡県筑後市大字津島から筑後市大字水田に至る。2011年（平成23年）にJR九州九州新幹線 筑後船小屋駅が開業し、それと共に船小屋駅が筑後船小屋駅に改称されたが、路線名称はそのまま残されている。

### 路線データ
- 起点：福岡県筑後市大字津島（筑後船小屋駅前交差点、福岡県道96号八女瀬高線上、福岡県道724号船小屋停車場線起点）
- 終点：福岡県筑後市大字水田（水田交差点、福岡県道703号柳川筑後線交点、福岡県道716号水田大川線起点）

## 路線状況

### 重複区間
- 福岡県道96号八女瀬高線・福岡県道724号船小屋停車場線（筑後市大字津島・筑後船小屋駅前交差点（起点） - 筑後市大字津島、369 m[2]）

### 道路施設

#### 橋梁
- 松下橋（筑後市）
- 松崎橋（筑後市）
- 石原橋（筑後市）

## 地理

### 通過する自治体
- 筑後市

### 交差する道路
| 交差する道路                                                                 | 交差する場所 | 交差する場所                |
| ---------------------------------------------------------------------------- | ------------ | --------------------------- |
| 福岡県道96号八女瀬高線 重複区間起点 福岡県道724号船小屋停車場線 重複区間起点 | 大字津島     | 筑後船小屋駅前交差点 / 起点 |
| 福岡県道96号八女瀬高線 重複区間終点 福岡県道724号船小屋停車場線 重複区間終点 | 大字津島     |                             |
| 福岡県道703号柳川筑後線 福岡県道716号水田大川線                              | 大字水田     | 水田交差点 / 終点           |

### 交差する鉄道
- 九州新幹線
- 鹿児島本線

### 沿線
- JR九州鹿児島本線・九州新幹線 筑後船小屋駅（起点付近）
- 筑後市立筑後中学校
- 月読神社